# 송덕로
송덕로(Songdeok-ro)는 대한민국 경상북도 포항시 남구 대송면 송동리에서 오천읍 문덕리를 거쳐 연결하는 도로이다.

## 노선 경로
- 사거리 명칭 미상 - 건포산업로3214번길, 철강산단로
- 삼거리 명칭 미상 - 문덕서로